# Farsetia stylosa
Farsetia stylosa är en korsblommig växtart som beskrevs av Robert Brown. Farsetia stylosa ingår i släktet Farsetia och familjen korsblommiga växter. Inga underarter finns listade i Catalogue of Life.